# Neujahrskonzert der Wiener Philharmoniker 1943

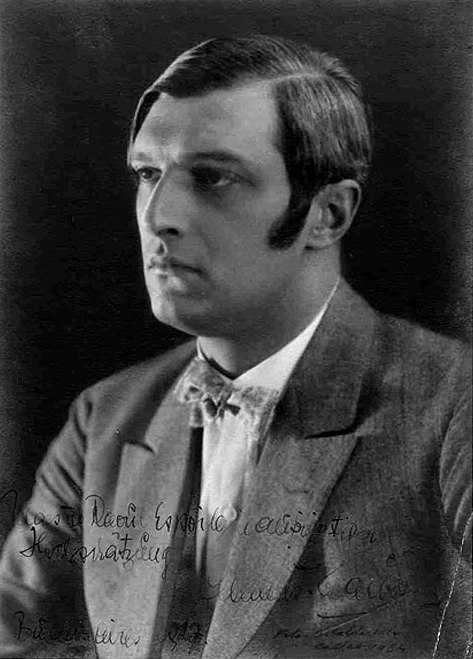
Clemens Krauss (1915)

Die Philharmonische Akademie vom 1. Jänner 1943 im Goldenen Saal des Wiener Musikvereins gilt als das Neujahrskonzert der Wiener Philharmoniker 1943 und war in der Zählweise der Wiener Philharmoniker ab 1941 beginnend das dritte Neujahrskonzert der Wiener Philharmoniker. Dirigiert wurde es zum dritten Mal von Clemens Krauss.

## Zusammenfassung
Streng genommen war die Philharmonische Akademie am 1. Jänner 1943 kein Neujahrskonzert der Wiener Philharmoniker, denn erst nach der Österreichischen Unabhängigkeitserklärung von 1945 führte Josef Krips mit dem Neujahrskonzert der Wiener Philharmoniker 1946 diesen Titel ein, der erst ab da auch beibehalten wurde. Gleichwohl knüpft die Zählung des Orchesters nicht an die demokratische Nachkriegstradition an, sondern bezieht die „NS-Konzerte“ der Philharmonischen Akademien der Jahre 1941–1945 unter Krauss mit ein. Überdies war es das vierte Konzert zum Jahreswechsel, denn zur Jahreswende 1939/40 gab es bereits ein Außerordentliches Konzert der Wiener Philharmoniker, welches allerdings am Silvesterabend 1939 stattfand und ebenfalls von Clemens Krauss geleitet wurde.
Das Programm des Konzertes weicht von vorhergehenden Konzerten der Reihe dadurch ab, dass zwei Drittel der Werke des Konzertes erstmals aufgeführt wurden. Im Fall der Polka française Louischen stand aber auch das erste Mal ein Werk auf dem Programm, das hier nicht nur erstmals aufgeführt wurde, sondern bis einschließlich 2023, mithin in weiteren 80 Konzerten, niemals wieder in einem Neujahrskonzert erneut aufgeführt wurde. Diese „singulären Aufführungen“ sollten sich auch in Folgekonzerten wiederholen, diese Werke der Strauss-Familie sind trotz ihrer hohen musikalischen Qualität auf diese Weise zu echten historischen Programm-Raritäten geworden.

## Programm derPhilharmonischen Akademie
1. Josef Strauss: Sphärenklänge, Walzer, op. 235*
2. Josef Strauss: Die Libelle, Polka mazur, op. 204*
3. Josef Strauss: Jokey-Polka, Polka schnell, op. 278*
4. Johann Strauss (Sohn): Lagunen-Walzer, op. 411*
5. Johann Strauss (Sohn): Louischen, Polka française, op. 339*
6. Johann Strauss (Sohn): Freikugeln, Polka schnell, op. 326*
7. Johann Strauss (Sohn): Ouvertüre zur Operette Der Zigeunerbaron
8. Johann Strauss (Sohn): Egyptischer Marsch, op. 335
9. Johann Strauss (Sohn): Frühlingsstimmen, Walzer, op. 410*
10. Johann Strauss (Sohn) und Josef Strauss: Pizzicato-Polka
11. Johann Strauss (Sohn): Tritsch-Tratsch, Polka schnell (sic)**, op. 214*
12. Johann Strauss (Sohn): Kaiser-Walzer, op. 437

Werkliste und Reihenfolge sind der Website der Wiener Philharmoniker entnommen.
Die mit * gekennzeichneten Werke standen erstmals auf dem Programm eines Neujahrskonzertes.
** Die Polka  Tritsch-tratsch ist keine Polka schnell (Schnellpolka) im eigentlichen Sinn, diese Bezeichnung wird von Johann Strauss (Sohn) erst ab op. 281 (Vergnügungszug (Polka schnell)) gebraucht.

## Besetzung (Auswahl)
- Clemens Krauss, Dirigent
- Wiener Philharmoniker